# Henrich Müller (teolog)
Heinrich Müller (født 18. oktober 1631, død 23. september 1675 i Rostock), var en tysk, luthersk teolog ved Universität Rostock.

## Liv og virke

### Baggrund
Som barn var han legemlig svag, men intelligent. Som fjortenårig begyndte han ved højskolen i Rostock, og som 16-årig blev han indskrevet ved Greifswalds Universitet. I 1650 begyndte han ved Universitetet i Rostock og fik i 1651 den akademiske grad magister.

### Karriere
Han besøgte tidens vigtigste teologer i Königsberg, Leipzig, Wittenberg, Lübeck, Lüneburg, Braunschweig, Wolfenbüttel, Helmstedt og Halle (Saale).
1652 blev han udnævnt til ærkediakon ved Mariakirken i Rostock. Han blev professor i græsk ved Universitetet i Rostock i 1659, og teologiprofessor og præst ved Mariakirken i 1662, samt superintendent i 1671. Müller hørte til de kirkemænd som, selv om de stod på den luthersk ortodoksis grund, reagerede på det kirkelige liv forfald og virkede for et bedre fromhedsliv. Gennem det var han med til at udvikle pietismen. Han fik flere kald til andre universiteter og præstestillinger i større byer, men hans kærlighed til Rostock gjorde at han blev der.
Hans opbyggelsesskrifter, hvoraf flere er oversat til dansk og svensk, hører med til de mest læste i den lutherske kirke. Specielt kan nævnes Himmlischer liebeskuss (1659), de to prædikesamlinger Apostolische og Evangelische schlusskette und kraftkern (1663 og 1672), Geistliche erquickstunden(1664) og Evangelischer herzensspiegel som blev udgivet efter hans død (1679). Også som salmedigter gjorde Müller sig bemærket.